# 扎比乌拉·穆贾希德
扎比乌拉·穆贾希德（普什圖語：‎，1978年—）是一名阿富汗官員，現任阿富汗伊斯兰酋长国官方发言人，精通普什图语和達利語。
阿富汗伊斯蘭酋長國第一次成立時，他在該國的文化和信息部担任低级职务。2001年塔利班政權倒台後，他与塔利班并肩作战。2007年1月起担任塔利班的发言人。 2008年，穆贾希德声称自己是一名住在阿富汗的中年男子，已婚并育有几个孩子。由于擔心受到安全威胁，他並不會待在一個固定的地點。他声称自己拥有宗教研究硕士学位，但出于安全考虑他没有透露自己畢業學校的地點。此後他基本在幕後定期与记者沟通，并以塔利班的名義通過手机、短信、电子邮件、推特和圣战网站发言。 2021年8月17日，穆贾希德公开露面。自8月19日阿富汗伊斯兰酋长国政权复辟后，穆贾希德任文化与信息部副部长，常常出现在被塔利班授权的外国媒体报道中，比如半岛电视台、中国国际电视台等。